# Alsótőki református templom
Az alsótőki református templom műemlékké nyilvánított templom Romániában, Kolozs megyében. A romániai műemlékek jegyzékében a CJ-II-a-B-07782 sorszámon szerepel.